# Jana Perlberg
Jana Perlberg (* 11. Januar 1966 in Brandenburg an der Havel) ist eine ehemalige deutsche Judoka. 1993 war sie Europameisterin, 1996 Europameisterschaftszweite und 1990 Europameisterschaftsdritte, wobei sie 1990 noch für die Deutsche Demokratische Republik antrat.

## Sportliche Karriere
Die 1,53 m große Jana Perlberg kämpfte im Superleichtgewicht, der Gewichtsklasse bis 48 Kilogramm. 1984 sowie von 1986 bis 1990 war sie, für die SG Dynamo Brandenburg startend, DDR-Meisterin in dieser Gewichtsklasse. 1990 trat sie in Frankfurt am Main erstmals bei Europameisterschaften an und verlor ihren Auftaktkampf gegen die Britin Karen Briggs. Mit drei Siegen in der Hoffnungsrunde erreichte sie den Kampf um eine Bronzemedaille, den sie gegen Michaela Bornemann aus Österreich gewann.
Nach der Wiedervereinigung trat Jana Perlberg für den SC Berlin an und wurde 1994 und 1996 Deutsche Meisterin. Bei den Weltmeisterschaften 1991 in Barcelona bezwang sie im Viertelfinale die Spanierin Yolanda Soler, verlor aber dann im Halbfinale gegen die Französin Cécile Nowak und im Kampf um eine Bronzemedaille gegen die Kubanerin Legna Verdecia. Bei den Europameisterschaften 1993 in Athen bezwang sie im Viertelfinale die Französin Martine Dupond, im Halbfinale die Griechin Evangelista Vassiliou und im Finale die Russin Tatjana Kuwtschinowa. Im Jahr darauf bei den Europameisterschaften 1994 in Danzig besiegte sie im Viertelfinale die Jugoslawin Leposava Marković, verlor im Halbfinale gegen Yolanda Soler und im Kampf um Bronze gegen Tatjana Kuwtschinowa. 1995 belegte Perlberg den siebten Platz bei den Europameisterschaften. 1996 bei den Europameisterschaften in Den Haag bezwang sie im Viertelfinale Tatjana Kuwtschinowa und im Halbfinale die Französin Sylvie Meloux, im Finale unterlag sie Yolanda Soler. Bei den Olympischen Spielen 1996 in Atlanta unterlag sie in ihrem ersten Kampf der Polin Małgorzata Roszkowska mit einer kleinen Wertung (Koka).